# 丸の内!
『丸の内!』（まるのうち!）は藤島じゅんによる日本の4コマ漫画作品。『まんがタイムスペシャル』（芳文社刊）2010年2月号から2012年11月号まで連載されていた。単行本は全2巻が刊行。

## ストーリー
ある日、株式会社まるごと商事の営業課に、背は小さいが態度が大きい少女が訪れた。

　　「失礼ですがどちら様で…?」

　　「この私を知らないと?ならば教えてあげましょう」

　　「新入社員の丸の内です」

…知るか――!!

## 登場人物
登場人物の苗字は東京メトロ丸ノ内線の駅名（一部は駅周辺の地名）から取られている。
丸の内 れい（まるのうち れい）
主人公。営業課の新人OLで、一般職のクセに社長のイスを目指しているが、言動はかなり非常識。北海道出身。18歳。
その非常識ぶりは、社長のイスを目指す理由を問われれば「社長のイス…さぞフカフカに違いありません！」と真顔で答えるほど。クライマックスでは「社長のイス=社長の座の比喩」ではなく「社長のイスに座ること」を目的としていたことが発覚する。
本郷 学（ほんごう まなぶ）
営業課の主任で丸の内の指導係。25歳。
営業課唯一のツッコミ役で一見常識人だが、春日がからむと非常識に暴走する。春日のことが好きすぎ、彼女のことに詳しすぎるため、丸の内から「ストーカー」のあだ名をつけられる。
春日 ほなみ（かすが ほなみ）
21歳。営業課のアイドル的存在だが、天然ボケが行き過ぎて仕事はからっきしダメで、丸の内から「リストラ要員」のあだ名をつけられる。スイーツが好きだが、酒は全く飲めない。作の後半から、本郷のことが気になり始める。
彼女だけ丸ノ内線の駅名が由来でないのは、作者の勘違い（後楽園駅と取り違えた）によるもの。
淡路 かつよ（あわじ かつよ）
28歳で独身。酒が大好き。丸の内から「ザ･お局様」のあだ名をつけられる。いつも丸の内・春日と組んで本郷をいじり、仕事をサボる。
課長
営業課の課長で42歳。寡黙な堂々たる巨体の持ち主で、丸の内から「ゴリラ」のあだ名をつけられる。実は外見に似合わぬ猫好きだが、そのことは内緒にしている。
茗荷谷（みょうがだに）
本郷の同期の社員で企画部所属。本郷に負けず劣らず春日のことが好きな非常識暴走男で、丸の内に「ストーカー2号」のあだ名をつけられる。
ギンザエフ
社長秘書をつとめるロシア人女性。元KGBと噂されている。一見冷徹なクールビューティーだが、やはり非常識なボケキャラ。
「11か国語話せる」と自称しているが、実際は3か国語しか話せない。
名前の由来は、「ストリートファイター」シリーズのソ連人キャラクター「ザンギエフ」と、丸ノ内線の銀座駅を掛け合わせたもの（なお、本来のロシアの命名則では、女性形で「ギンザエワ」となる）。
かすみ
株式会社まるごと商事の社長。極度の人見知りで就職活動が嫌なため起業したという人物。社長室への道にはトラップがたくさん仕掛けられていて、社内で誰ひとりその顔を見た人はいないという。
その後、社長の正体はゴスロリ服を好んで着る、わずか10歳の少女だったことが判明（ギンザエフ以外はその事を知らない）。正体を知らない本郷に迷子扱いされて世話をしてもらって以来、彼に片想いしている。本郷はそんなことも知らず「わらしちゃん」と彼女を呼び、いきなりボーナスが一人だけ上がったりするなど少なからず恩恵を受けている。:
かすみの父
娘に悪い虫が付かない様にと社長室のイスの中に身を隠し、「人間椅子」として動向を見守っていた。その為このイスは人型に変形できる。

## 単行本
- 藤島じゅん『丸の内!』 芳文社〈まんがタイムコミックス〉、全2巻
  1. 2011年7月22日初版初刷発行（2011年7月7日発売[2]）、ISBN 978-4-8322-6984-2
夫である重野なおきの『じょしもん』1巻と同時発売。この時期に掲載された宣伝漫画では重野の作画作品が掲載された。
  2. 2013年1月22日初版初刷発行（2013年1月7日発売[2]）、ISBN 978-4-8322-5149-6